# Richard Sheridan

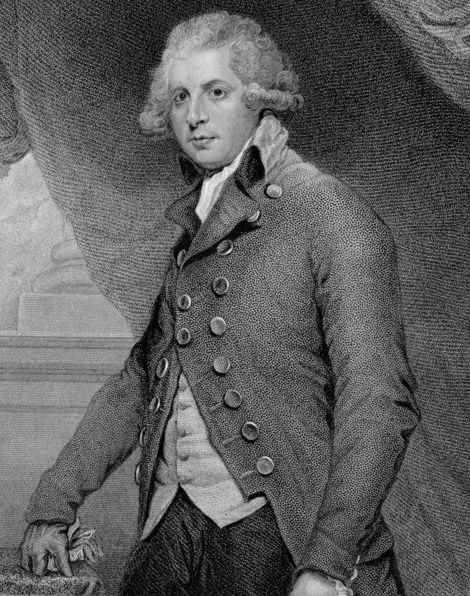
Richard Sheridan

Richard Brinsley Sheridan (Dublin, 30 oktober 1751 – Londen, 7 juli 1816) was een Iers toneelschrijver en politicus.
Sheridans vader Thomas was enige tijd manager en acteur bij het Theatre Royal in Dublin. Zijn moeder Frances Chamberlaine Sheridan was schrijfster. Zij stierf toen Richard 15 was.
Sheridan ontving zijn opleiding in Harrow en zou rechten gaan studeren. Zijn romantische schaking van Elizabeth Linley en hun huwelijk in 1773 maakte een eind aan die plannen.
In Londen begon hij voor het toneel te schrijven. Zijn eerste stuk, The Rivals, ging in 1775 in première in Covent Garden. Het stuk werd echter geen succes. Sheridan koos vervolgens een andere acteur voor de hoofdrol, waarna het een onmiddellijk succes werd, en zijn naam gevestigd was. 
Zijn beroemdste werk is The School for Scandal (1777), dat wordt beschouwd als een van de grootste Engelstalige komedies. Het werd gevolgd door The Critic (1779), als reactie op het satirische stuk The Rehearsal van George Villiers.
Sheridan was ook een liberaal politicus en deed in 1780 zijn intrede in het parlement. Hij ontpopte zich als iemand die uitstekend in het openbaar kon spreken. Hij werd een van de leidsmannen van de partij en had zitting in het parlement tot 1812.
- Bibsys: 90178277
- Biblioteca Nacional de Chile: 000154661
- Biblioteca Nacional de España: XX1109538
- Bibliothèque nationale de France: cb123422255 (data)
- CiNii: DA00342263
- Gemeinsame Normdatei: 118796976
- International Standard Name Identifier: 0000 0001 0868 9306
- Library of Congress Control Number: n79089813
- Nationale Bibliotheek van Letland: 000005926
- MusicBrainz: ca66974f-33f8-4e83-8c50-cea04bb95ac9
- Bibliotheek van het Japanse parlement: 00456367
- Nationale Bibliotheek van Tsjechië: jn19990007494
- Nationale bibliotheek van Australië: 35495633
- Nationale Bibliotheek van Israël: 987007273072105171
- Nationale Bibliotheek van Polen: a0000001204749
- Nederlandse Thesaurus van Auteursnamen: 068922396
- Istituto Centrale per il Catalogo Unico: CFIV075838
- LIBRIS: 206585
- SNAC: w6m90b13
- Système universitaire de documentation: 032381603
- Trove: 229688
- Virtual International Authority File: 9922178
- WorldCat: E39PBJpyq8jrt9hQy4YYGP4g8C